# Brussey
Brussey est une commune française située dans le département de la Haute-Saône, la région culturelle et historique de Franche-Comté et la région administrative Bourgogne-Franche-Comté.

## Géographie

### Situation

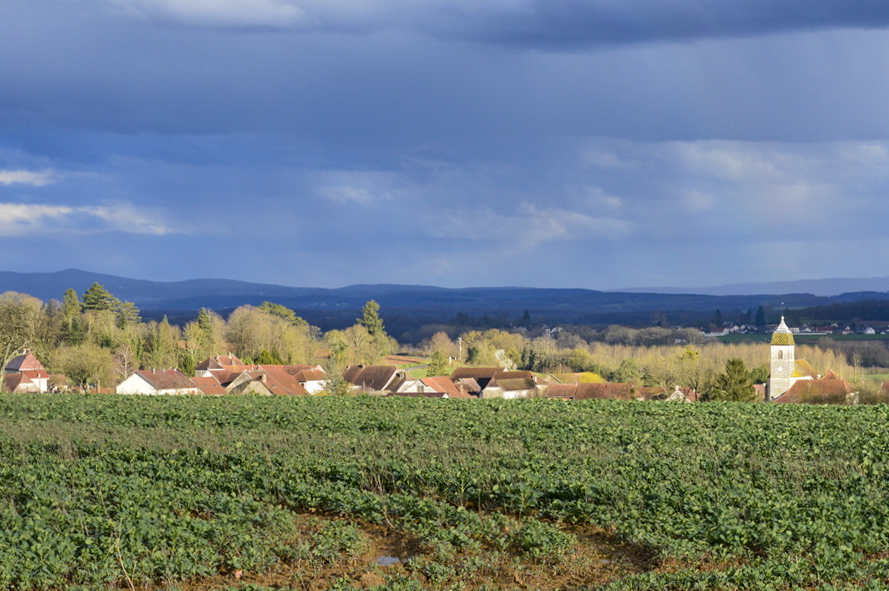
Vue sur Brussey.

La commune de Brussey est située au bord de la rivière Ognon, limitrophe du département du Doubs. Elle est aussi limitrophe de la commune de Marnay, par l'ouest, le chef-lieu de canton.

### Communes limitrophes
Les communes limitrophes sont Avrigney-Virey, Chevigney-sur-l'Ognon, Ruffey-le-Château, Beaumotte-lès-Pin et Marnay.

### Climat
Pour des articles plus généraux, voir Climat de la Bourgogne-Franche-Comté et Climat de la Haute-Saône.
En 2010, le climat de la commune est de type climat des marges montargnardes, selon une étude du Centre national de la recherche scientifique s'appuyant sur une série de données couvrant la période 1971-2000. En 2020, Météo-France publie une typologie des climats de la France métropolitaine dans laquelle la commune est exposée à un climat semi-continental et est dans une zone de transition entre les régions climatiques « Lorraine, plateau de Langres, Morvan » et « Jura ». 
Pour la période 1971-2000, la température annuelle moyenne est de 10,6 °C, avec une amplitude thermique annuelle de 17,6 °C. Le cumul annuel moyen de précipitations est de 1 023 mm, avec 12,9 jours de précipitations en janvier et 9,4 jours en juillet. Pour la période 1991-2020, la température moyenne annuelle observée sur la station météorologique de Météo-France la plus proche, « Cugney », sur la commune de Cugney à 10 km à vol d'oiseau, est de 11,2 °C et le cumul annuel moyen de précipitations est de 958,2 mm. 
La température maximale relevée sur cette station est de 40 °C, atteinte le 31 juillet 2020 ; la température minimale est de −17 °C, atteinte le 20 décembre 2009,,. 
Les paramètres climatiques de la commune ont été estimés pour le milieu du siècle (2041-2070) selon différents scénarios d'émission de gaz à effet de serre à partir des nouvelles projections climatiques de référence DRIAS-2020. Ils sont consultables sur un site dédié publié par Météo-France en novembre 2022.

## Urbanisme

### Typologie
Au 1er janvier 2024, Brussey est catégorisée commune rurale à habitat dispersé, selon la nouvelle grille communale de densité à sept niveaux définie par l'Insee en 2022.
Elle est située hors unité urbaine. Par ailleurs la commune fait partie de l'aire d'attraction de Besançon, dont elle est une commune de la couronne,. Cette aire, qui regroupe 310 communes, est catégorisée dans les aires de 200 000 à moins de 700 000 habitants,.

### Occupation des sols
L'occupation des sols de la commune, telle qu'elle ressort de la base de données européenne d’occupation biophysique des sols Corine Land Cover (CLC), est marquée par l'importance des territoires agricoles (61 % en 2018), en diminution par rapport à 1990 (67,6 %). La répartition détaillée en 2018 est la suivante : 
forêts (32,4 %), terres arables (31 %), prairies (20,5 %), zones agricoles hétérogènes (9,5 %), zones urbanisées (6,5 %). L'évolution de l’occupation des sols de la commune et de ses infrastructures peut être observée sur les différentes représentations cartographiques du territoire : la carte de Cassini (XVIIIe siècle), la carte d'état-major (1820-1866) et les cartes ou photos aériennes de l'IGN pour la période actuelle (1950 à aujourd'hui).

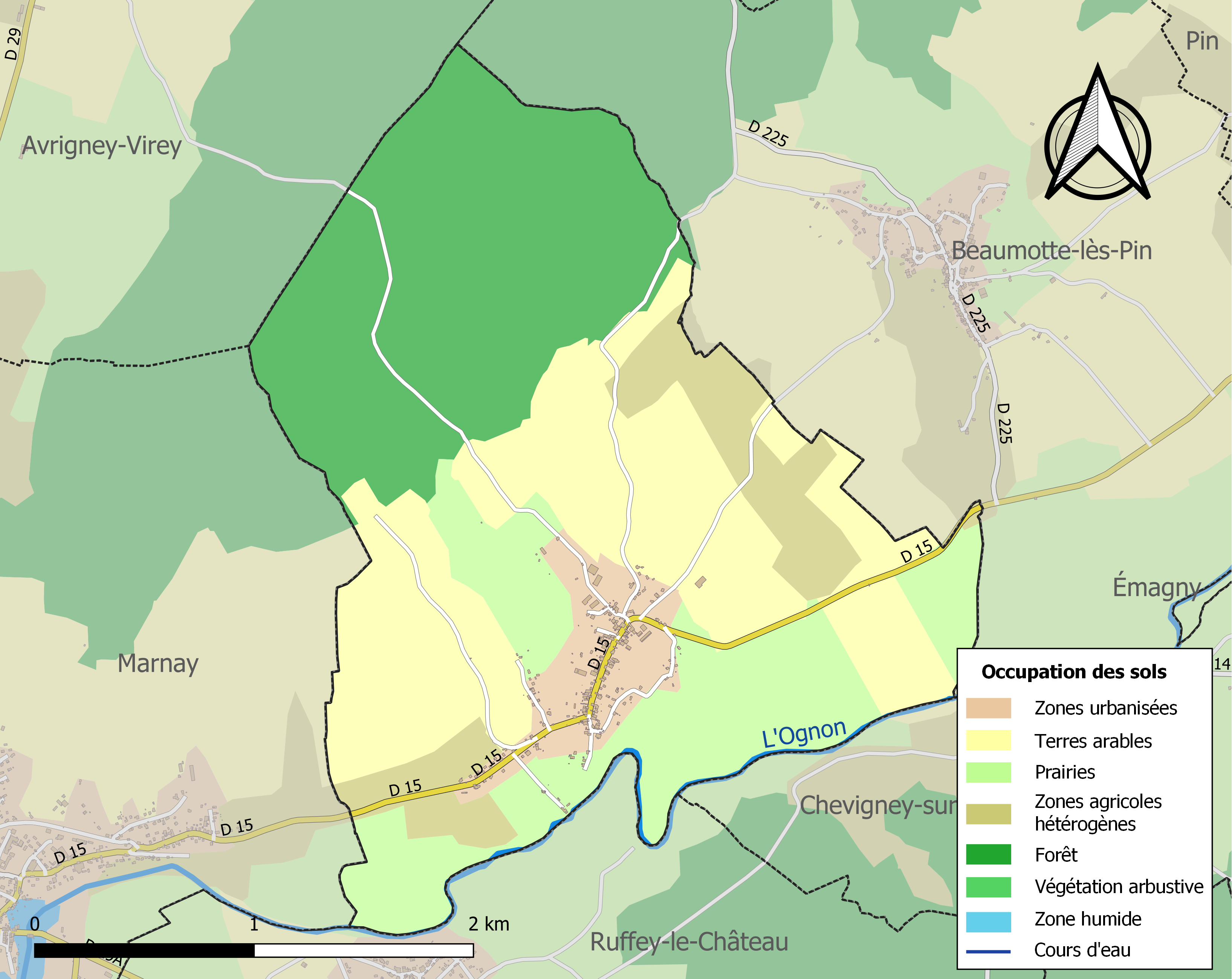
Carte des infrastructures et de l'occupation des sols de la commune en 2018 (CLC).

## Politique et administration

Carte départementale représentant en rouge les communes de la communauté de communes du Val marnaysien de Haute-Saône et en marron celles du Doubs.

### Découpage territorial
La commune fait partie de l'arrondissement de Vesoul, du département de la Haute-Saône et de la région Bourgogne-Franche-Comté. Elle est membre de la communauté de communes du Val marnaysien créée en 2014 par fusion de la communauté de communes de la vallée de l'Ognon dont elle faisait partie préalablement et de la communauté de communes des Rives de l'Ognon. Cette structure intercommunale regroupe 45 communes pour une population de 14 363 habitants (en 2019).
Dans le cadre des élections départementales, Brussey est depuis 1826 l'une des 50 communes composant le canton de Marnay. Elle dépend, pour les élections législatives, de la première circonscription de la Haute-Saône.

### Administration municipale

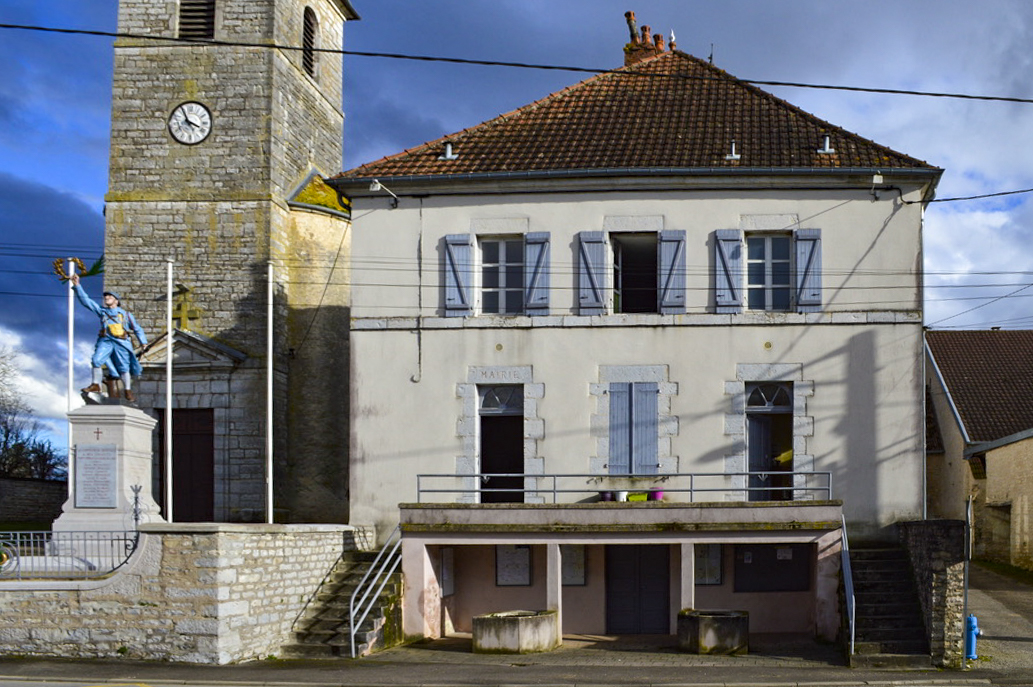
La mairie.

Comme toute commune dont la population est comprise entre 100 et 499 habitants, le conseil municipal de Brussey est actuellement composé de onze membres. Il est élu au scrutin majoritaire plurinominal à deux tours avec candidatures isolées ou groupées et possibilité de panachage. Le maire actuel de la commune est Claude Renaudot, né en 1942, élu pour la première fois en 2011 à la suite du décès en cours de mandat de Dominique Tissot et réélu en 2014 et 2020. 
Dans les communes de moins de 1 000 habitants, les conseillers communautaires sont désignés parmi les conseillers municipaux élus en suivant l’ordre du tableau (maire, adjoints puis conseillers municipaux) et dans la limite du nombre de sièges attribués à la commune au sein du conseil communautaire. Un siège est attribué à Brussey au sein de la communauté de communes du Val marnaysien. Le maire Claude Renaudot représente ainsi la commune au sein du conseil communautaire.

#### Liste des maires
| Période                                  | Période                      | Identité            | Étiquette | Qualité                                           |
| ---------------------------------------- | ---------------------------- | ------------------- | --------- | ------------------------------------------------- |
| Les données manquantes sont à compléter. |                              |                     |           |                                                   |
| 1965                                     | 2001                         | Michel Jurain       |           |                                                   |
| mars 2001                                | mars 2002                    | Michel Droz-Vincent |           |                                                   |
| avril 2002                               | 13 mars 2011                 | M. Dominique Tissot |           | Manager logistique chez Easydis mort en fonctions |
| 2011                                     | En cours (au 8 juillet 2015) | M. Claude Renaudot  |           | Réélu pour le mandat 2020-2026                    |

## Démographie
L'évolution du nombre d'habitants est connue à travers les recensements de la population effectués dans la commune depuis 1793. Pour les communes de moins de 10 000 habitants, une enquête de recensement portant sur toute la population est réalisée tous les cinq ans, les populations de référence des années intermédiaires étant quant à elles estimées par interpolation ou extrapolation. Pour la commune, le premier recensement exhaustif entrant dans le cadre du nouveau dispositif a été réalisé en 2004.

En 2022, la commune comptait 286 habitants, en évolution de +4 % par rapport à 2016 (Haute-Saône : −1,4 %, France hors Mayotte : +2,11 %).
| 1793 | 1800 | 1806 | 1821 | 1831 | 1836 | 1841 | 1846 | 1851 |
| ---- | ---- | ---- | ---- | ---- | ---- | ---- | ---- | ---- |
| 325  | 353  | 361  | 377  | 341  | 340  | 340  | 318  | 354  |

| 1856 | 1861 | 1866 | 1872 | 1876 | 1881 | 1886 | 1891 | 1896 |
| ---- | ---- | ---- | ---- | ---- | ---- | ---- | ---- | ---- |
| 300  | 290  | 299  | 276  | 318  | 274  | 276  | 247  | 216  |

| 1901 | 1906 | 1911 | 1921 | 1926 | 1931 | 1936 | 1946 | 1954 |
| ---- | ---- | ---- | ---- | ---- | ---- | ---- | ---- | ---- |
| 207  | 198  | 173  | 179  | 172  | 149  | 148  | 132  | 143  |

| 1962 | 1968 | 1975 | 1982 | 1990 | 1999 | 2004 | 2006 | 2009 |
| ---- | ---- | ---- | ---- | ---- | ---- | ---- | ---- | ---- |
| 124  | 149  | 153  | 191  | 189  | 203  | 217  | 231  | 267  |

| 2014 | 2019 | 2022 | - | - | - | - | - | - |
| ---- | ---- | ---- | - | - | - | - | - | - |
| 275  | 277  | 286  | - | - | - | - | - | - |

## Lieux et monuments
- L'église Saint-Maurice[25] du XVIIIe siècle, recensée dans l'Inventaire général du patrimoine culturel.
- Le monument aux morts
- La maison forte du XVIe siècle[26]
- Fermes du XVIIIe et XIXe siècles.
- Le lavoir au fil de l'eau.

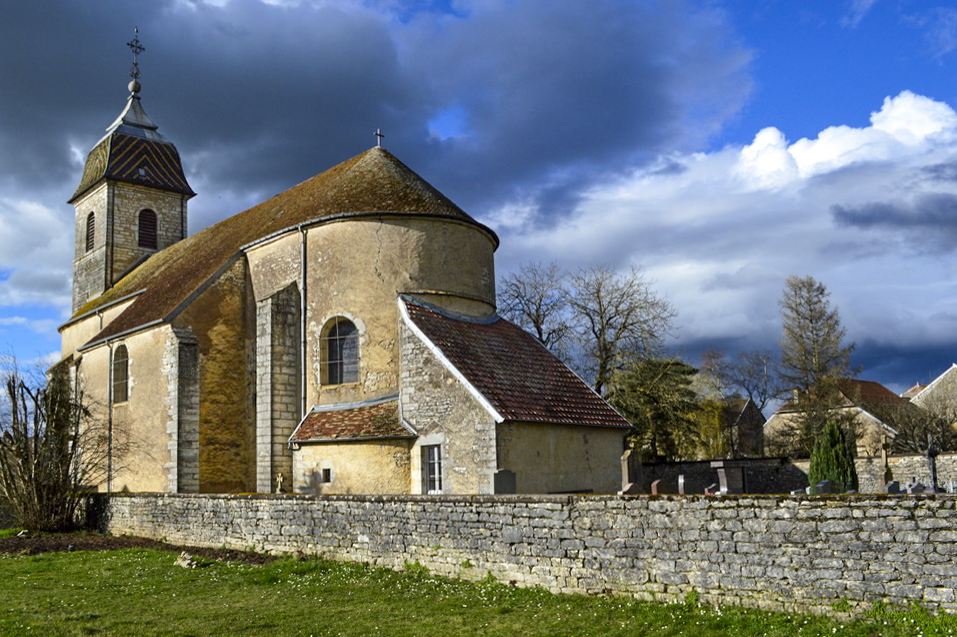
L'église Saint-Maurice.
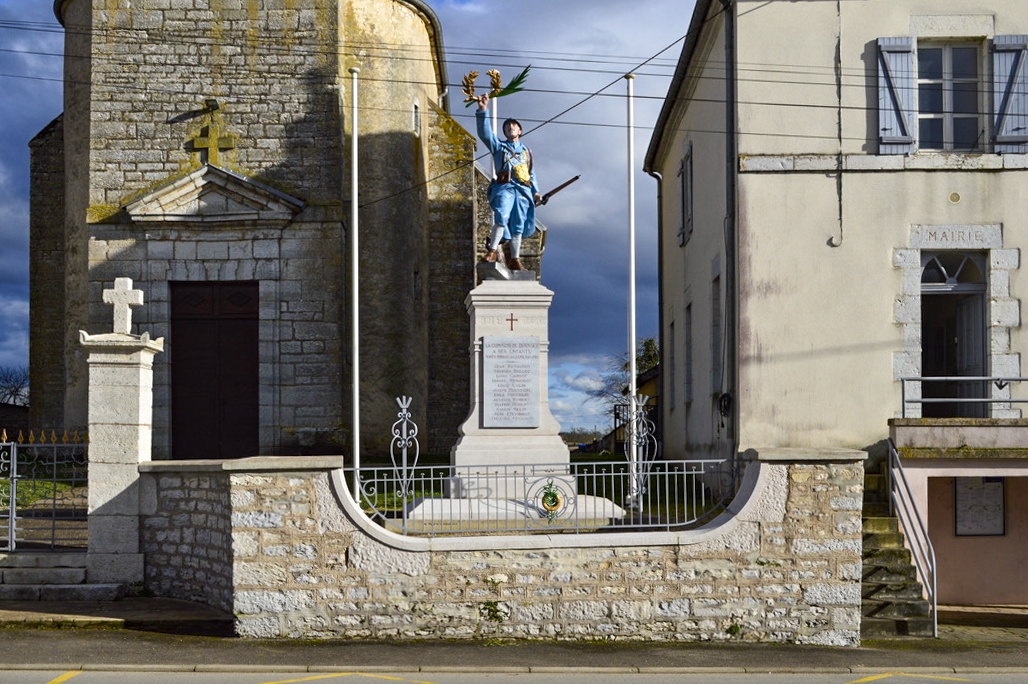
Le monument aux morts.
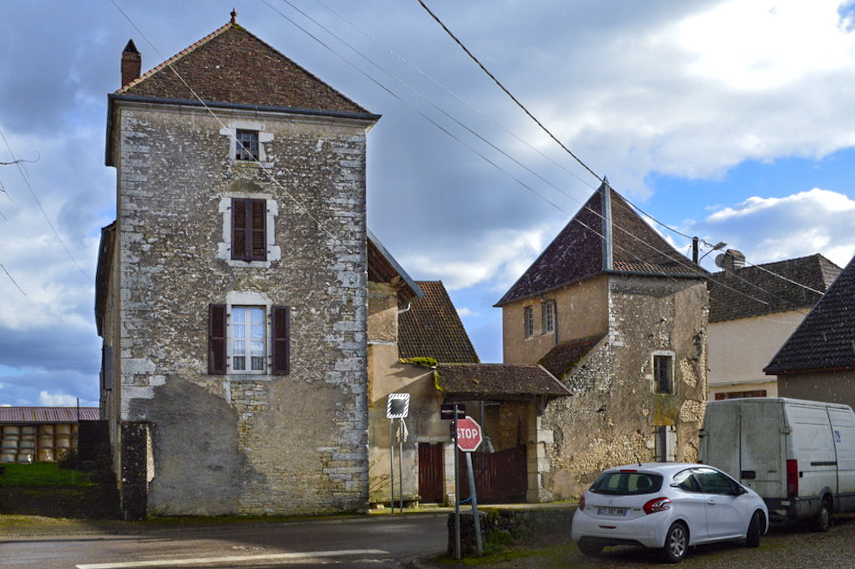
La maison forte du XVIe siècle.
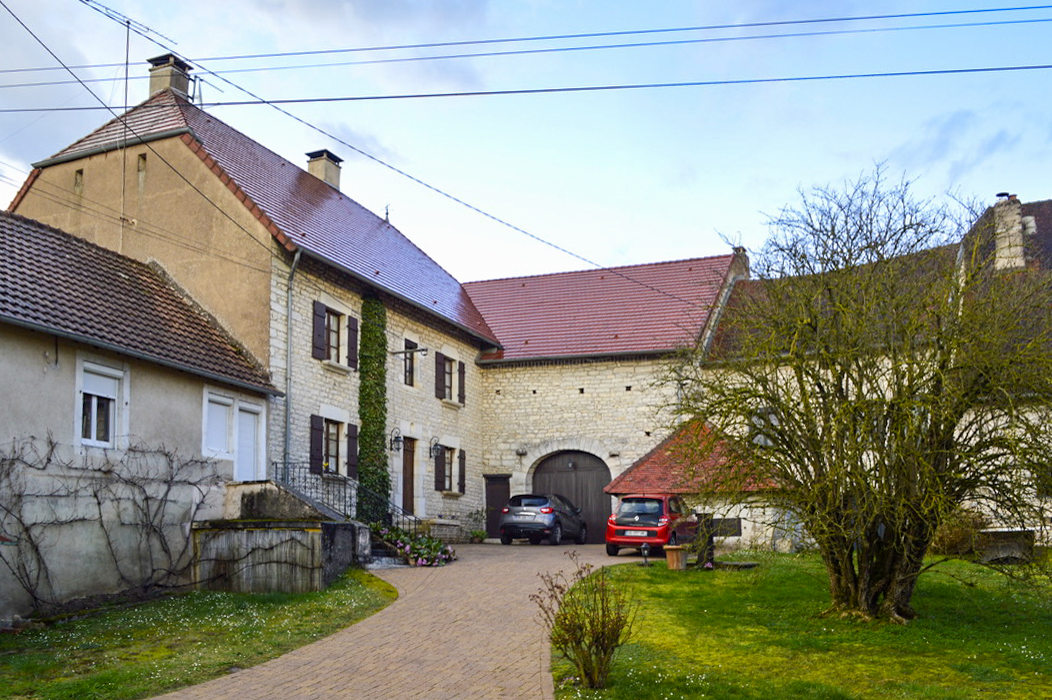
Ancienne ferme du début du 19e siècle.
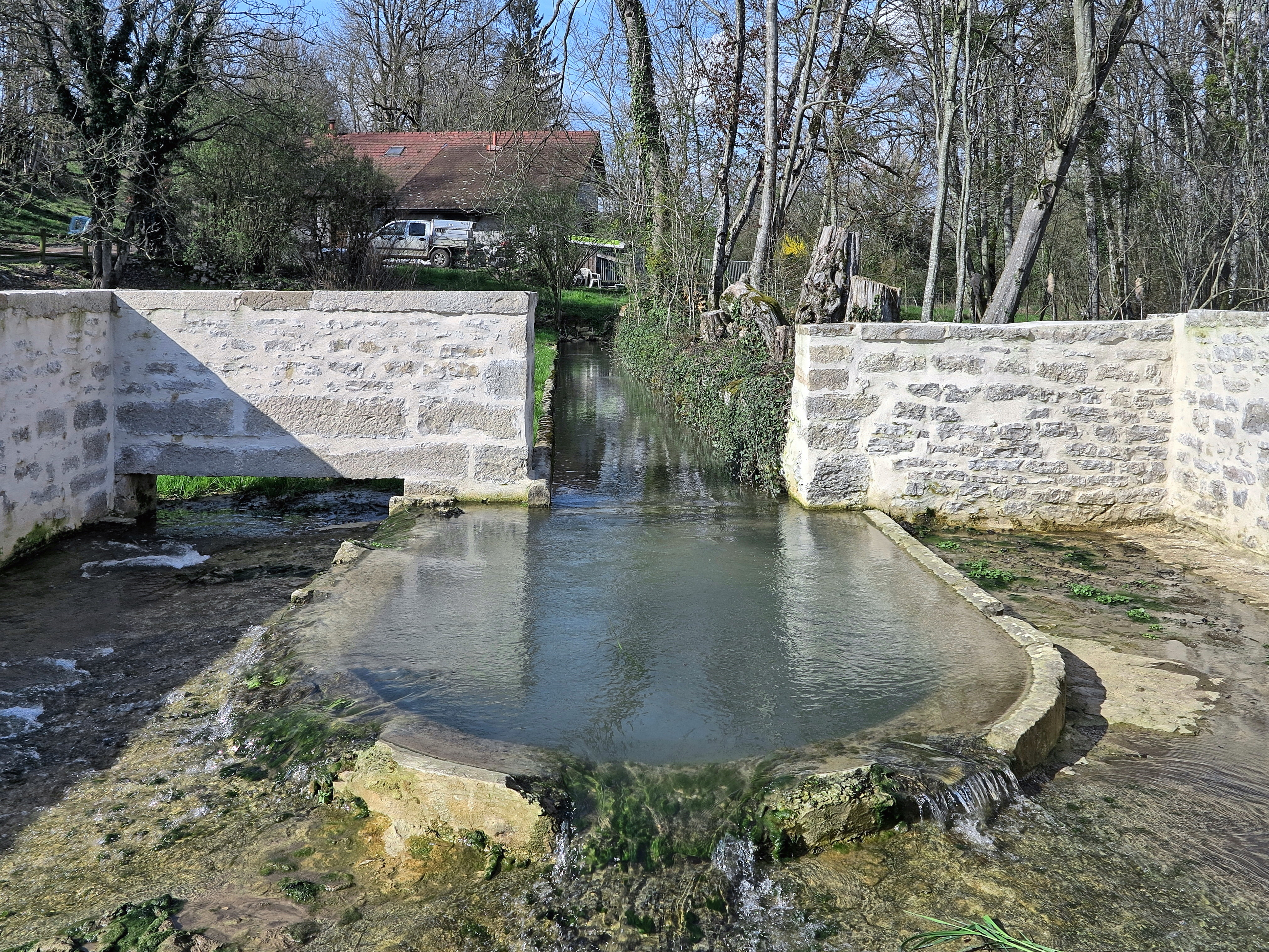
le lavoir.

## Personnalités liées à la commune
- Alcime Renaudot, homme politique né le 27 avril 1868 à Brussey.